# 新民主马列主义党
新民主马列主义党是斯里兰卡的一个极左翼政党。该党成立于1978年7月3日，分裂自锡兰共产党（毛主义）。该党最初取名为斯里兰卡共产党（左翼）；2010年6月，改用现名。该党的意识形态是共产主义、马列主义、毛主义、反修正主义。该党的秘书长是S.K. Senthivel。该党是革命政党和组织国际协调的成员
。